# Infundíbul de la trompa de Fal·lopi
La segona part (des de l'obertura on les fímbries reben l'ou) del trompa de Fal·lopi és l'infundíbul. L'infundíbul finalitza amb l'ostium de la trompa de Fal·lopi, envoltat de fímbries, una de les quals (la "fímbria ovàrica") que s'uneix a l'ovari. Junts, les fímbries i l'infundíbul recullen l'oòcit després de l'ovulació.